# Ineos
INEOS er en britisk kemivirksomhed med hovedsæde i London. Selskabet blev grundlagt i 1998 af Jim Ratcliffe og er i dag blandt verdens største producenter af kemikalier.
I maj 2017 købte Ineos olie- og gasforretningen fra DONG Energy A/S.
Fra 1. maj 2019 overtog selskabet ejerskabet og sponsoratet af cykelholdet Team Sky, der fik navnet Team INEOS. I august 2019 overtog INEOS og Ratcliffe ejerskabet af den franske fodboldklub OGC Nice.